# Action Painting
Action Painting (auch Actionpainting „Aktionsmalerei“) bezeichnet eine Kunstrichtung der modernen Malerei innerhalb des abstrakten Expressionismus. Sie trat ab 1950 in den USA auf und ist durch  Jackson Pollock international bekannt geworden. Vergleichbar ist der europäische Tachismus oder Informel.

## Begriff

### Entstehung
Der Begriff geht auf den US-amerikanischen Kunstkritiker Harold Rosenberg zurück, der in den 1950er Jahren die Malerei der amerikanischen Abstrakten Expressionisten als Action Painting bezeichnete. Neuere Forschungen legen nahe, dass der Exilsurrealist Wolfgang Paalen den Begriff als erster einführte. In seiner Theorie des beobachterabhängigen Möglichkeitsraumes, die vermittelt durch seine Publikationen der abstrakten Malerei in den vierziger Jahren in New York neue Schwungkraft und ein einheitliches, neues Weltbild vermittelte, verarbeitete Paalen ebenso Erkenntnisse der Quantenphysik, wie eigenwillige Interpretationen der totemistische Weltauffassung und der räumliche Strukturen indianischer Malerei der Nord-West-Küste. Sein langer Aufsatz Totem Art hatte Einfluss auf Künstler wie Martha Graham, Isamu Noguchi, Jackson Pollock, Mark Rothko und Barnett Newman; Paalen entwickelt darin eine hochgradig künstlerische Vision der totemistischen Kunst als Teil einer ekstatischen „Aktion“, die in der Lage ist, eine psychische Verbindung zu dem generischen Gedächtnis aufzubauen.

### Problem der Abgrenzung
Action Painting ist eine Unterkategorie der abstrakten Malerei bzw. des abstrakten Expressionismus.
Jackson Pollocks Hauptwerk wird zwar dem Action Painting zugeordnet, aber seine Gemälde werden ebenso als Drip-Painting-Werke definiert. Auch die Technik des Schüttbilds, bekannt geworden durch Hermann Nitsch, fällt unter den Begriff Action Painting. Diese Beispiele zeigen die Schwierigkeit, den Begriff klar abzugrenzen.

## Charakteristik

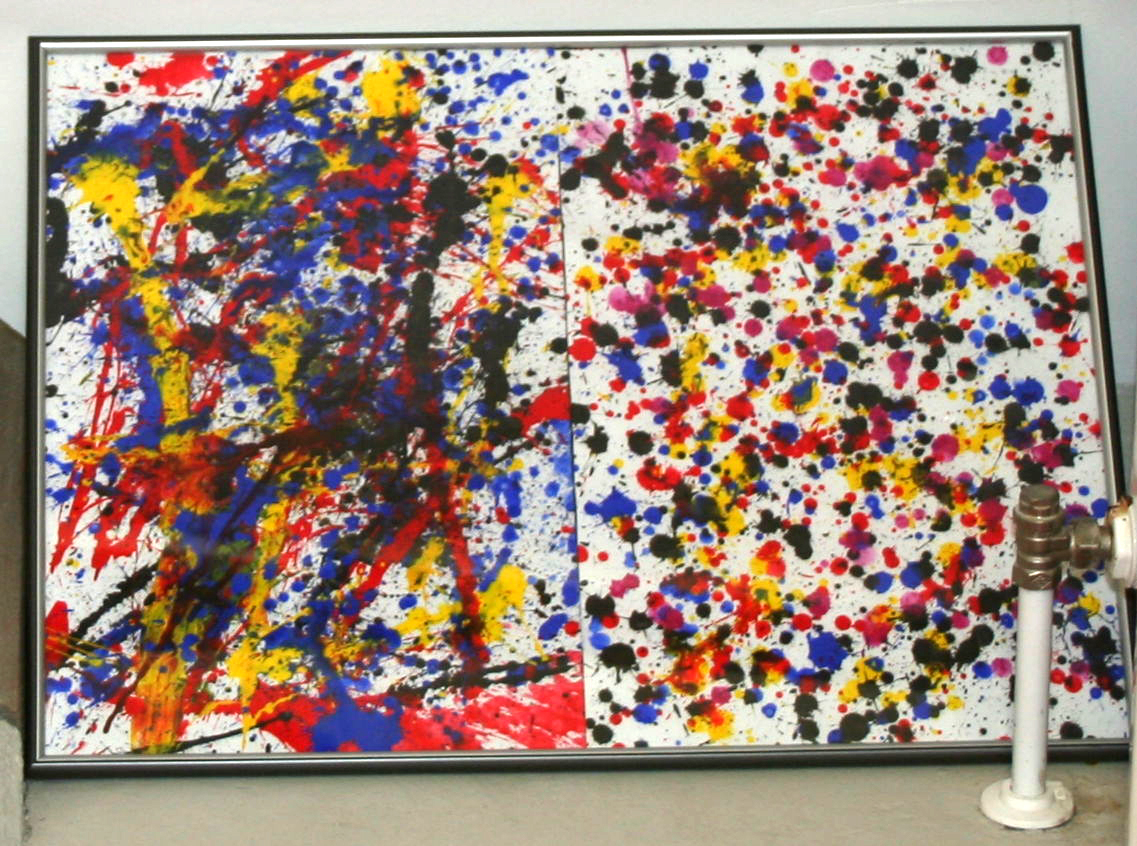
Action Painting – links gespritzt, rechts getröpfelt

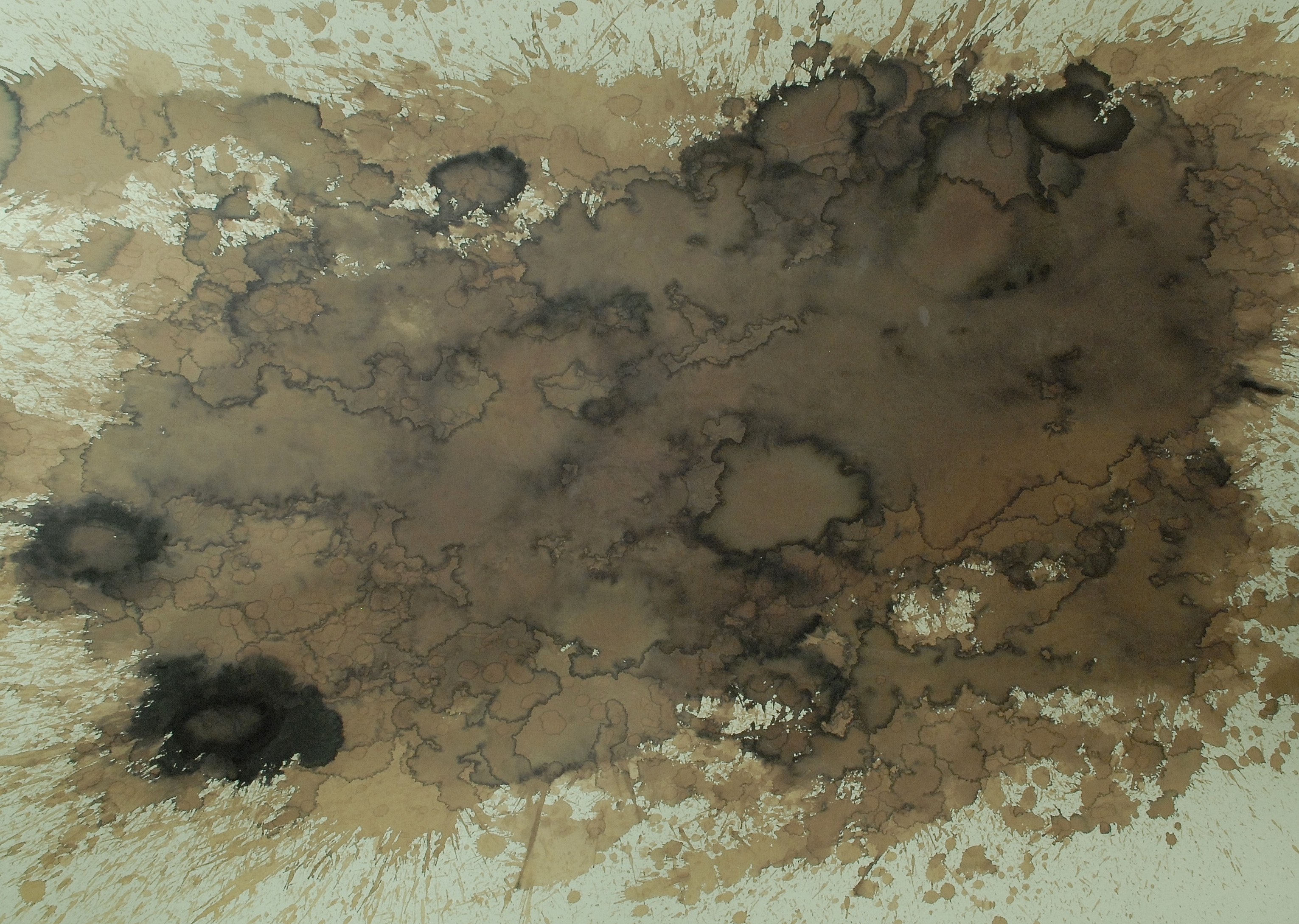
Josef Trattner, abstrakt-expressionistisches Weinbild, 2010

Action Painting bezeichnet eine unmittelbare und dynamische Maltechnik, die jenseits von bewusster Beeinflussung durch den Künstler ihre Kraft erhält. Daher besteht keine Komposition im Sinne eines geplanten Bildaufbaus. Auf eine komplexe Technik in Bezug auf Farbmischung oder Ausarbeitung wird verzichtet. Die Materialien sind einfach und sind auf den Prozess der Farbauftragung auf den Malgrund reduziert. Die Farbe wird mit Pinsel oder direkt aus Farbtöpfen und -behälter grob gemalt, geschüttet, getropft oder auf die Leinwand gespritzt. Einige Künstler verzichteten völlig auf eine direkte Bearbeitungsweise und überließen die Bildgestaltung dem Zufall.
Als Vorgänger kann man sowohl den Surrealismus (Automatismus) als auch die Dada-Bewegung nennen.

## Hauptvertreter
- Jackson Pollock
- Willem de Kooning
- Franz Kline
- Robert Motherwell
- Philip Guston
- Sam Francis
- Kazuo Shiraga
- Helen Frankenthaler
- Alfons Schilling
- Hermann Nitsch
- Josef Trattner
- Max Ernst